# پیشل
پیشل (به چکی: Pyšel) یک منطقهٔ مسکونی در جمهوری چک است که در منطقه تربیچ واقع شده‌است. پیشل ۱۱٫۷۶ کیلومتر مربع مساحت و ۴۵۸ نفر جمعیت دارد و ۴۶۸ متر بالاتر از سطح دریا واقع شده‌است.